# I milenio a. C.
El I milenio a. C. comenzó el 1 de enero de 1000 a. C. y terminó el 31 de diciembre del 1 a. C.
Este período coincide con el fin de la Edad del Hierro en el Viejo Mundo.

## Acontecimientos relevantes
- 1085 a 715 a. C.: (fechas aproximadas) entre este tiempo fue el Tercer periodo intermedio en Egipto, dinastías XXI a XXIV.
- Israel: ascenso y decadencia del reino de Israel. Reinados de David y Salomón.
- 1000 a 800 a. C.: (fechas aproximadas) en el Perú, la cultura Chavín de Huántar llega a su apogeo.
- 971 a 929 a. C.: el rey hebreo Salomón construye su famoso templo.
- 897 a. C.: Fundación del Estado Qin en China.
- 814 a. C.: en la zona de Túnez se funda Cartago.
- ~800: los asirios: se extienden hacia el sur de la India.
- 776 a. C.: Primeros Juegos Olímpicos de la Antigüedad.
- 771 a. C.: Caída del orden feudal Zhou en China. Inicia el Periodo de Primaveras y Otoños.
- 753 a. C.: en Italia, fundación de Roma.
- 722-705 a. C.: el rey asirio Sargón II derrota a los medos.
- 721 a. C.: los asirios conquistan Samaria (Israel).
- 701 a C: Deyoces unifica a los pueblos medos en Irán.
- ~700 a. C.: en Egipto se emplea la escritura hierática para los textos sagrados y la demótica para los comunes.
- Mediados del siglo VII a. C.: Coleo de Samos cruza el estrecho de Gibraltar y llega al reino de Tartessos.
- ~700 a. C..: Aquémenes se convierte en el primer Sah de Irán.
- 664 a. C. - 332 a. C. (fechas aproximadas): Imperio tardío en Egipto, dinastías XXV a XXXI.
- 640 a. C.: en Asiria, el rey Asurbanipal manda organizar la gran biblioteca de Nínive, con más de 22 000 tablillas de arcilla.
- 654 a. C.: los cartagineses fundan Ebyssos (Ibiza).
- 625-604 a. C.: Nabopolasar funda el nuevo Imperio babilónico.
- 614 a. C.: Babilonia destruye las ciudades asirias de Assur, Nínive (612 a. C.) y Jarrán (608 a. C.). Entonces Babilonia se hizo independiente.
- 586 a. C.: Nabucodonosor II destruye Jerusalén (Judá).
- 550 a. C.: Ciro el Grande establece el Primer Imperio Persa (Irán).
- 550 a. C.: en la India surge el budismo.
- En Grecia, Dracón decreta leyes nuevas, cuya severidad ha dado lugar al término draconiano.
- 570 a 490 a. C.: Vida del filósofo chino Lao-Tsé. Fundó el taoísmo, cuyas doctrinas expuso en el Tao Tê-King (o Libro de la Vía y de la Virtud).[1]
- 563 a 486 a. C.: Vida de Siddharta Gautama, fundador del budismo y más tarde conocido como Buda ("el iluminado"). Durante 45 años recorrió la India llevando su doctrina.[1]
- 551 a 479 a. C.: Vida del filósofo chino Confucio. Sus enseñanzas, compiladas en Analectas, incorporan los principios de la virtud, humanidad, respeto por la enseñanza y reciprocidad.[1]
- 549 a. C.: en Persia (Irán) cae el Imperio medo
- 540 a 475 a. C.: Vida del filósofo griego Heráclito. Consideraba que el mundo se encontraba en un estado constante de cambio. Introdujo la noción de "ser" y el concepto de "devenir".[1]
- 539 a. C.: Ciro, rey de los persas, invade Babilonia, derrota a Nabonido y permite que los judíos vuelvan a Jerusalén (Israel).
- 538-486 a. C.: Darío I divide su Imperio en 23 circunscripciones, al frente de cada una pone un sátrapa.
- 538-528 a. C.: en Atenas (Grecia), Pisístrato instaura la tiranía.
- 535 a. C.: una coalición de etruscos y cartagineses vence a los griegos en Alalia (Córcega).
- 525 a. C.: en India, el religioso Majavira crea el jainismo.
- 525 a 456 a. C.: Vida del dramaturgo griego Esquilo. Alternó el diálogo con la parte lírica, fijó el vestuario de los actores y concedió gran importancia al coro. Autor de la Orestíada, trilogía trágica compuesta por Agamenón, Coéforas y Euménides.[1]
- 521 a 486 a. C.: Reinado de Darío I en Persia. Reorganizó el Imperio con la creación de satrapías e implantó la capital en Susa. Anexionó Tracia y Macedonia.[1]
- 515 a 440 a. C.: Vida del pensador griego Parménides, el primero en elaborar un método filosófico. Sólo se conservan los fragmentos del poema didáctico Sobre la naturaleza.[1]
- 508 a. C.: se establece la Democracia en Atenas.
- En el mar Mediterráneo, se expanden los fenicios y los griegos.
- 500 - 428 a. C.: Vida del pensador griego Anaxágoras. Explicó el origen del Universo de forma evolucionista y llegó a conclusiones muy exactas de la luz y los eclipses de Sol y Luna.[1]
- 475 a. C.: en China inicia el Periodo de Reinos Combatientes.
- 469 - 399 a. C.: Vida de Sócrates, creador de la mayéutica. El principio socrático "conócete a ti mismo" fue de gran influencia en la historia posterior del pensamiento. Precursor de Platón y Aristóteles.[1]
- 460 - 377 a. C.: Vida del médico griego Hipócrates, considerado el padre de la medicina. Su aporte principal es la consideración del cuerpo como un todo, la observación meticulosa y el estudio de la historia clínica de los enfermos.[1]
- 448 - 380 a. C.: Vida de Aristófanes, poeta satírico griego, representante de la comedia antigua. De sus obras destacan Los caballeros, Las nubes, Lisístrata y Las ranas.[1]
- 430 - 350 a. C.: Vida de Jenofonte, historiador, militar y filósofo griego, discípulo de Sócrates. Comandante del ejército mercenario al servicio de Ciro el Joven de Persia, tras la muerte de este dirigió la "Retirada de los diez mil", que narra en Anábasis.[1]
- 428 - 347 a. C.: Vida del filósofo griego Platón, discípulo de Sócrates. Funda (c. 387 a. C.) su escuela en los jardines dedicados al héroe Academo, de donde surgió la denominación de Academia. Sus tesis, que marcaron las concepciones mentales de Occidente, las expuso, fundamentalmente, mediante el mito de la caverna en La República.[1]
- 403 - 221 a. C.: La Dinastía Zhou (o Chou) entra en un periodo de decadencia a causa de la incapacidad de sus gobernantes para legitimar su poder. Este periodo se caracteriza por la anarquía interestatal en todo el territorio chino.[1]
- ~400 a. C.: 
  - En Cartago, auge del Imperio Cartaginés.
  - En Grecia sucede el Siglo de Oro de Pericles, y las Guerras del Peloponeso. Período clásico dentro del arte griego.
  - Los celtas acaban con la dominación etrusca. Ocupan, saquean y destruyen Roma.
- 373 a 287 a. C.: Vida del filósofo griego Teofrasto. Sus obras Historia de las plantas y Etiología de las plantas, constituyeron el primer tratado completo de botánica.[1]
- 341 a 270 a. C.: Vida de Epicuro. Conocido como el "filósofo del jardín", su pensamiento hace de las sensaciones el criterio del conocimiento y de la moral.[1]
- 336 a 323 a. C.: Gobierno de Alejandro Magno. Conquistas de Egipto (332 a. C.) y Persia (330 a. C.).
- 323 a. C.: El 10 o 13 de junio fallece Alejandro Magno e inicia el Período helenístico.
- Hegemonía Griega en Occidente.
- 305 a. C.: en Egipto se establece la Dinastía Ptolemaica tras la desaparición del imperio de Alejandro Magno.
- 323-185 a. C.: en India gobierna el Imperio Mauria.
- 323-30 a. C.: Tras la muerte de Alejandro, la Dinastía Tolemaica o Lágida gobierna Egipto. Es fundada por Tolomeo I Sóter; su último representante es Cleopatra VII.[1]
- 275 a. C.: Roma conquista la península itálica, ligures, etruscos, italiotas, griegos, fenicios, vénetos y galos.
- 264-241 a. C.: Roma inicia las Guerras púnicas.
- 250 a. C.: en Pérgamo los turcos inventan el pergamino como sustituto del papiro (cuya importación habían prohibido los Tolomeos egipcios).
- 221 a. C.: Unificación de China bajo la Dinastía Qin. Inicia la construcción de la Gran Muralla. Comienzo del Periodo Imperial, que durará hasta el 1912 d. C..
- 202 a. C.: en China se establece la Dinastía Han.
- 146 a. C.: Roma finaliza la última guerra púnica, destrucción de Cartago. Inicia la expansión en el norte de África y sur de Hispania.
- 140 al 87 a. C.: El emperador de China Wudi incluye en la administración imperial la participación de los legistas confucianos, de donde provino la poderosa clase de los mandarines. Amplía los territorios imperiales al anexionar Manchuria, Corea y Mongolia, y asegura la Ruta de la Seda, que une la capital con el Mediterráneo oriental.[1]
- 63 a. C.: Roma termina la conquista de Asia Menor.
- 58-51 a. C.: Julio César conquista las Galias.
- 44 a. C.: El 15 de marzo es asesinado Julio César, propiciando una nueva Guerra civil en Roma. Se reconoce a Cayo Octavio como heredéro de César.
- 31 a. C.: Batalla de Accio entre Marco Antonio y Octavio César, con victoria de este último.
- 30 a. C.: suicidio de Cleopatra VII y fin del milenario Reino de Egipto.
- 27 a. C.: el 16 de enero, Octavio César es nombrado Augusto y se convierte en el primer Emperador de Roma.
- 26-19 a. C.: Roma termina la conquista de Hispania.
- 7 a. C.: Nacimiento de Jesucristo según cálculos modernos.
- Para describir la península ibérica Estrabón, que no la visitó, copia los trabajos de Posidonio.
- En la India conviven el Imperio Mauria, la cultura de la cerámica gris pintada y la cultura de la cerámica pulida negra norteña.

## Personas relevantes
- Hiram (968-935 a. C.), rey de Fenicia.
- Salomón (973-933 a. C.), último rey de Israel.
- Sheshonq I (945-924 a. C.), de origen libio, se hizo con el poder en Bubastis.
- Midas (750 a. C.), rey de Frigia (en los Balcanes).
- Giges de Lidia (680-652 a. C.), rey de Lidia.
- Argantonio (h. 670-550 a. C.) último rey tartésico,
- Asurbanipal (668-626 a. C.): gran creador del Imperio asirio.
- Psamético I (663-609 a. C.): expulsó a los asirios de Egipto y rehízo la unidad del país.
- Solón (640-559 a. C.): procedió a una reforma constitucional en Atenas (Grecia). Fue el verdadero fundador del estado ateniense (polis).
- Necao I (609-595 a. C.) de Egipto ordena la construcción de un canal entre el Nilo y el mar Rojo.
- Nabucodonosor II (604-561 a. C.): conquistó Jerusalén, sometió a los rebeldes de Siria y Judá.
- Ciro el Grande (600-529 a. C.), rey de los persas.
- Apries (589-570 a. C.), rey de Egipto.
- Amosis II (570-526 a. C.), faraón de Egipto.
- Lao Tse (570-490 a. C.), filósofo chino.
- Creso (563-546 a. C.), rey de Lidia.
- Nabónido (555-538 a. C.): último rey de Babilonia.
- Confucio (551-479 a. C.), filósofo chino.
- Buda (550 a. C.), religioso hindú.
- Sófocles (495-406 a. C.), escritor griego.
- Pericles (494-429 a. C.), rey de Atenas.
- Jerjes I (485-465 a. C.), rey de Persia; fue asesinado en su palacio.
- Sócrates (469-399 a. C.), filósofo griego.
- Artajerjes I (465-425 a. C.) restaura la teocracia en Persia.
- Mozi (479-372 a. C.), filósofo chino.
- Platón (c. 427 a. C./428 a. C. – 347 a. C.), Filósofo griego.
- Marco Furio Camilo (424-364 a. C.), militar  que derrotó a los celtas.
- Epaminondas (418-362 a. C.), militar tebano que derrotó a los espartanos en la batalla de Leuctra (371 a. C.)
- Timoleón (410-337 a. C.), la constitución que él creó provocó fricciones con la aldea de Siracusa (Sicilia).
- Amirteo (404-399 a. C.), rey de Egipto.
- Amintas III (393-370 a. C.), rey de Macedonia.
- Aristóteles (384-322 a. C.), filósofo griego que educó al rey Alejandro Magno.
- Antígono (382-301 a. C.), rey de Persia.
- Filipo II (382-336 a. C.), rey de Macedonia.
- Nectanebo I (371-361 a. C.), rey de Egipto.
- Teos (361-359 a. C.), primer faraón egipcio que acuñó moneda.
- Agatocles (361-289 a. C.), rey de Sicilia.
- Nectanebo II (360-343 a. C.), fue el último faraón indígena egipcio, tuvo que refugiarse en Persia.
- Alejandro Magno (356-325 a. C.), conquistador macedonio.
- Seleuco I Nikátor (355-280 a. C.), rey de Persia.
- Timeo de Tauromenio (352-256 a. C.), historiador griego.
- Darío III (336-330 a. C.) último gran rey persa. Fue asesinado por un sátrapa.
- Chandragupta (340-298 a. C.), rey de India que capitaneó la insurrección contra Alejandro Magno.
- Pirro (319-272 a. C.), rey de Epiro (Grecia).
- Tolomeo (305-285 a. C.), general egipcio de Alejandro Magno.
- Arquímedes (287-212 a. C.), inventor griego.
- Asoka (276-232 a. C.), rey de la India, que unificó el país. Instaló la capital en Pataliputra.
- Marco Claudio Marcelo (270-208 a. C.) conquista Siracusa (Sicilia).
- Plauto (254-184 a. C.), dramaturgo romano. Introdujo la canción y la danza a la nueva comedia griega. Obras: Anfitrión, Casina, Los prisioneros, El soldado fanfarrón y La venta de los asnos, entre otras.[1]
- Qin Shi Huang, rey del estado chino de Qin del 247 a. C. hasta el 221 a. C. y primer emperador de una China unificada (221-210 a. C.)
- Aníbal (247-183 a. C.), rey de Cartago.
- Antíoco III (242-187 a. C.), monarca seléucida (Siria).
- Catón el Censor (234-149 a. C.), romano.
- Paulo Emilio (230-160 a. C. general y político romano que derrotó al rey Perseo de Macedonia en la batalla de Pidna (168 a. C.).
- Perseo (212-168 a. C.), último rey de Macedonia.
- Ptolomeo V (205-181 a. C.), rey de Egipto.
- Polibio (200-125 a. C.), griego.
- Publio Cornelio Escipión Emiliano (185-129 a. C.), romano.
- Tiberio Sempronio Graco (162-133 a. C.), romano, hizo una reforma agraria.
- Lucio Cornelio Sila (138-78 a. C.), dictador romano, representante de la oligarquía senatorial.
- Mitrídates VI Eupator (132-63 a. C.), asiático enemigo de Roma.
- Marco Licinio Craso (115-53 a. C.), romano componente del Primer Triunvirato.
- Lucio Sergio Catilina (109-62 a. C.), orador romano que provoca un golpe de Estado.
- Marco Tulio Cicerón (106-43 a. C.).
- Cneo Pompeyo Magno (106-48 a. C.), componente del Primer Triunvirato, que convierte a Siria en una provincia romana.
- Cayo Julio César (100-44 a. C.), componente del Primer Triunvirato.
- Marco Antonio (83-30 a. C.), componente del Segundo Triunvirato.
- Cleopatra VII (69-30 a. C.), última faraón de Egipto.
- César Augusto (63 a. C. – 14 d. C), fundador del Imperio Romano.
- Estrabón (63 a. C. – 19 d. C.), escritor griego.